# Hákarl

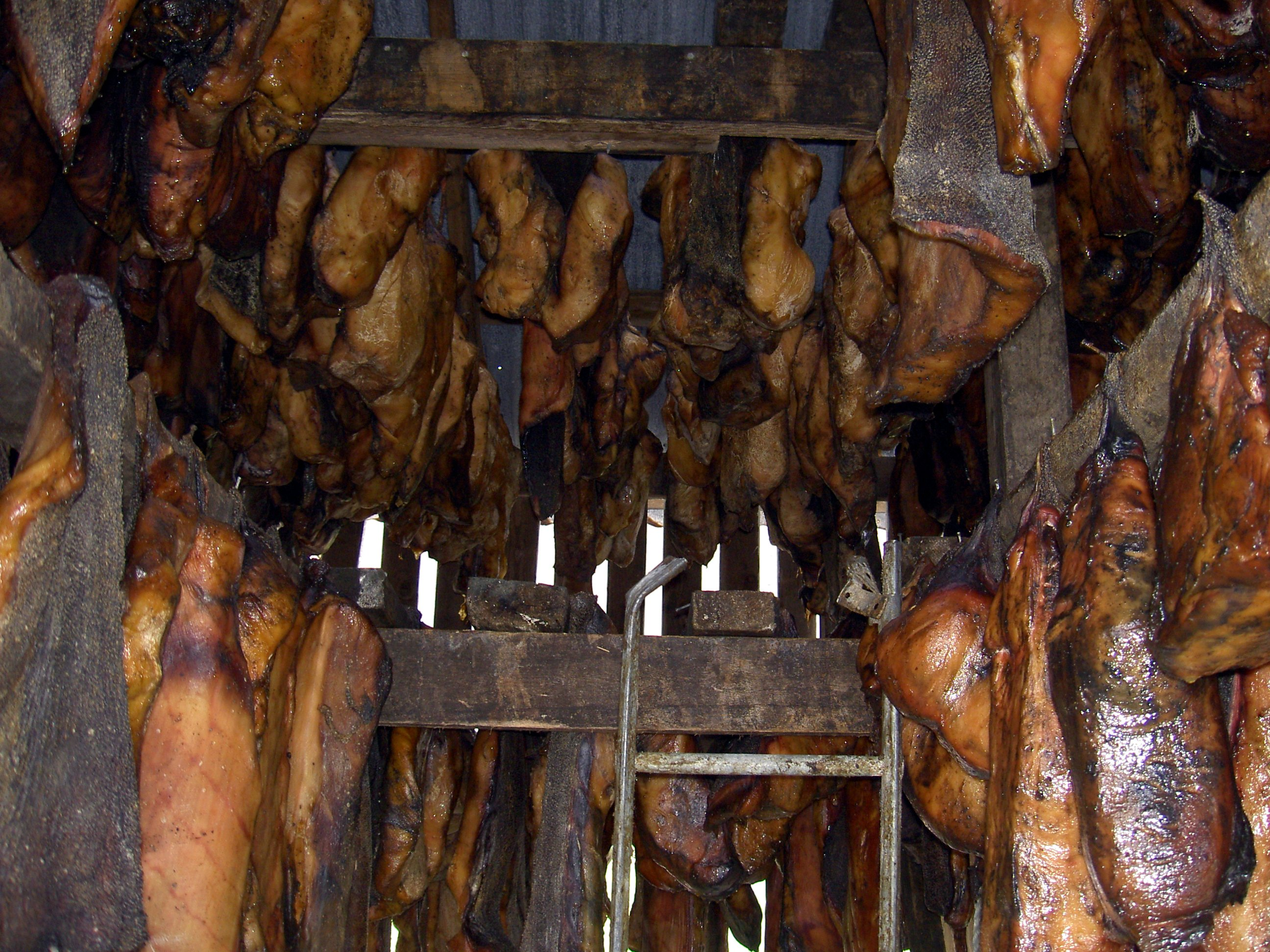
Hákarl secando pendurado, na Islândia.

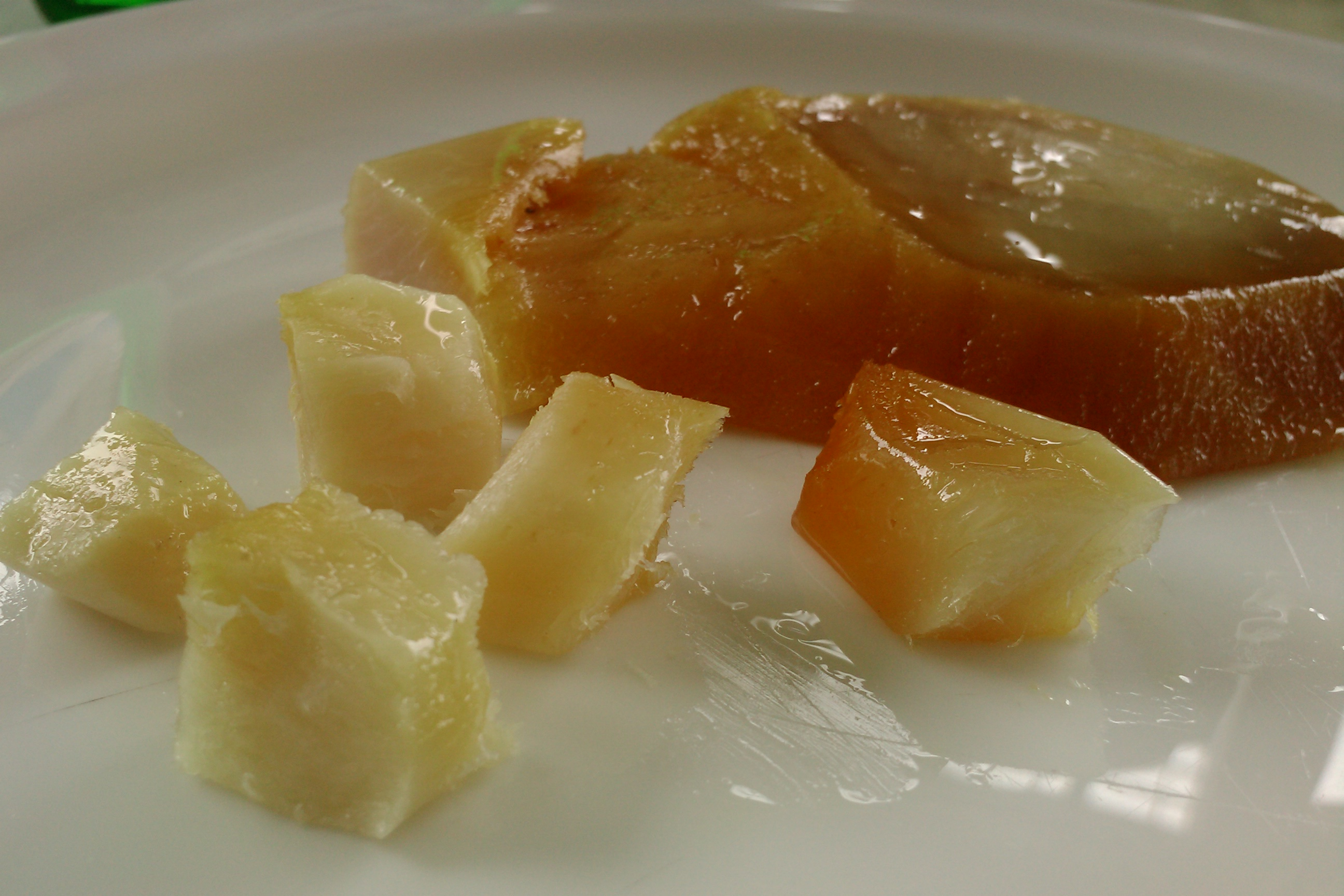
Hákarl pronto para ser consumido.

Hákarl ou kæstur hákarl (significando tubarão e tubarão podre, em Islandês) é uma iguaria tradicional da culinária da Islândia. Faz parte do Þorramatur, o prato nacional do país.

## Consumo
O tubarão utilizado, o tubarão-da-groenlândia, é, em si, venenoso, quando se encontra fresco, produzindo efeitos semelhantes a uma embriaguez extrema, devido a uma concentração elevada de ácido úrico. Mas, pode ser consumido após cozedura em várias águas ou após ser enterrado para putrefacção durante vários meses, sendo exposto a vários ciclos de congelamento e descongelamento.
Possui um cheiro intenso de amoníaco, não muito diferente de muitos produtos de limpeza. É normalmente servido em cubos com um palito e consumido acompanhado por cálices da aguardente local, denominada brennivín. O consumo de hákarl é frequentemente associado a robustez e força.
Trata-se em parte de um alimento de gosto adquirido, que necessita de algum tempo para a habituação. Aconselha-se aos principiantes que tapem o nariz ao tentarem ingerir o primeiro pedaço, de forma a evitarem o surgimento de vómitos, devido ao odor intenso.
Pode possuir uma cor avermelhada ou branca. O hákarl, em especial a variedade vermelha, é considerado de digestão fácil para pessoas com úlceras.

## Preparação

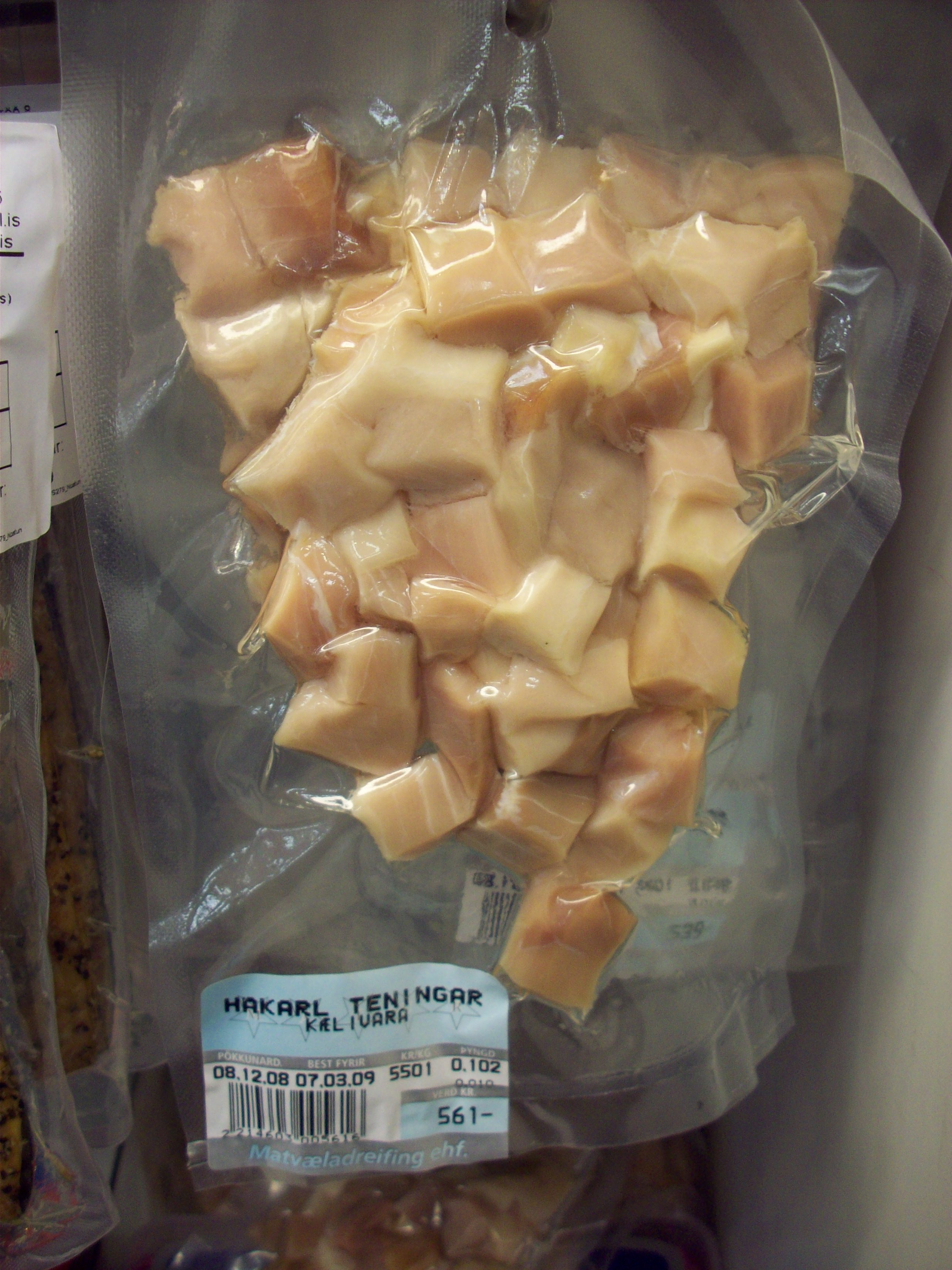
Hákarl numa loja

A preparação tradicional do hákarl começa com o corte em pedaços da carne do tubarão. Em seguida, a carne é enterrada com pedras, para apodrecer entre 6 a 12 semanas, dependendo da estação, para depois ser pendurada a secar numa cabana, durante 2 a 4 meses. Durante a secagem, o tubarão desenvolve uma crosta acastanhada, que é removida antes de servir. O método moderno consiste em comprimir a carne do tubarão num contentor de plástico de grandes dimensões.